# Slim Aarons
Slim Aarons, född som George Allen Aarons den 29 oktober 1916 på Manhattan i New York, död 29 maj 2006 i Montrose i Westchester County i New York, var en amerikansk fotograf, uppmärksammad för sina fotografier av samhället och kändisar.

## Karriär
Vid 18 års ålder rekryterades Aarons av armén som fotograf vid West Point, och senare som krigsfotograf under andra världskriget, där han blev belönad med Purpurhjärtat. Aarons sade att striderna hade lärt honom att den enda stranden som det var värt att landa på var "dekorerad med vackra, halvnakna flickor solandes".
Efter kriget flyttade Aarons till Kalifornien och började fotografera kändisar. Där tog han sin mest hyllade bild, Kings of Hollywood, en bild från 1957 års nyårsafton, i vilken Clark Gable, Van Heflin, Gary Cooper och James Stewart slappnar av vid en bar fullt uppklädda. Aarons bilder syntes i Life, Town & Country, och resetidningar.
Aarons använde sig aldrig av någon stylist eller makeup-artist.
Han gjorde sin karriär med hjälp av det som han kallade för att "fotografera attraktiva människor göra attraktiva saker på attraktiva ställen." "Jag kände alla" sade han i en intervju med The Independent 2002. "De bjöd in mig till sina fester för att de visste att jag inte skulle skada dem. Jag var en av dem." Alfred Hitchcocks film, Fönstret åt gården, vars huvudkaraktär är en fotograf spelad av James Stewart, utspelar sig i en lägenhet som sägs vara baserad på Aarons.
Slim Aarons dog 2006, och begravdes i Mount Auburn Cementery i Cambridge, Massachusetts.

## Fotoböcker
- A Wonderful Time: An Intimate Portrait of the Good Life (1974)
- Slim Aarons: Once Upon a Time (2003)
- Slim Aarons: A Place In the Sun (2005)
- Poolside with Slim Aarons (2007)